# Company of Heroes (phim)
Đại đội anh hùng (tựa tiếng Anh: Company of Heroes) là một bộ phim hành động, chiến tranh Mỹ của đạo diễn Don Michael Paul thực hiện với sự tham gia của Tom Sizemore, Chad Michael Collins và Vinnie Jones.

## Nội dung
Năm 1944, trong khu rừng tuyết của nước Đức, một nhóm lính Mỹ đang trên đường đi hành quân thì bỗng đi lạc vào chiến tuyến của quân phát xít Đức. Trong lúc bị địch truy đuổi ráo riết, nhóm lính Mỹ tình cờ khám phá ra Hitler có sáng chế một quả bom siêu việt có thể làm Lực lượng Đồng Minh bị thua trận, họ lên kế hoạch đánh cắp nó trước khi quân Đức đem ra sử dụng.

## Diễn viên
- Tom Sizemore vai Dean Ransom
- Chad Michael Collins vai Nate Burrows
- Vinnie Jones vai Brent Willoughby
- Dimitri Diatchenko vai Ivan Puzharski
- Neal McDonough vai Trung sĩ Joe Conti
- Sam Spruell vai Trung sĩ Matherson
- Jürgen Prochnow vai Tiến sĩ Luca Gruenewald
- Melia Kreiling vai Kestrel
- Richard Sammel vai Beimier
- Philip Rham vai Trung úy Schott